# Tần Thiên
Tần Thiên (tiếng Trung: 秦天; sinh năm 1957) là Trung tướng Lực lượng Cảnh sát Vũ trang Nhân dân Trung Quốc (PAP). Ông hiện là Ủy viên Thường vụ Đảng ủy Lực lượng Cảnh sát Vũ trang Nhân dân Trung Quốc, Phó Tư lệnh Lực lượng Cảnh sát Vũ trang Nhân dân Trung Quốc; nguyên Tham mưu trưởng Lực lượng Cảnh sát Vũ trang từ năm 2015 đến năm 2017.

## Tiểu sử

### Thân thế
Tần Thiên là người Hán sinh năm 1957 người Hồng An, Hoàng Cương, tỉnh Hồ Bắc. Tần Thiên là con trai của Thượng tướng Tần Cơ Vĩ, nguyên Bộ trưởng Bộ Quốc phòng Trung Quốc, Phó Ủy viên trưởng Ủy ban Thường vụ Đại hội Đại biểu Nhân dân Toàn quốc. Ông cũng có một người anh là Tần Vệ Giang hiện đang giữ chức Tư lệnh Lục quân thuộc Chiến khu Đông bộ Quân Giải phóng Nhân dân Trung Quốc.

### Giáo dục
Tần Thiên tốt nghiệp Trường Bộ binh cao cấp Thạch Gia Trang, nay là Học viện Chỉ huy Lục quân Thạch Gia Trang.

### Sự nghiệp
Năm 1973, Tần Thiên nhập ngũ. Ông trưởng thành từ chiến sĩ, từng đảm nhiệm chức vụ Tiểu đội trưởng, Trung đội trưởng, Đại đội trưởng, Phó khoa trưởng khoa tác chiến huấn luyện, Phó Trung đoàn trưởng, Trung đoàn trưởng, Phó Sư đoàn trưởng và Phó Viện trưởng Viện nghiên cứu hóa học quốc phòng thuộc Tổng cục Trang bị Quân Giải phóng Nhân dân Trung Quốc.
Năm 2009, Tần Thiên được bổ nhiệm giữ chức Phó Trưởng ban Ban nghiên cứu khoa học Đại học Quốc phòng Trung Quốc. Năm 2012, ông được thăng chức Trưởng ban Ban nghiên cứu khoa học, Đại học Quốc phòng Trung Quốc. Tháng 7 năm 2015, Tần Thiên được bổ nhiệm làm Phó Viện trưởng Viện Hàn lâm Khoa học Quân sự Trung Quốc.
Tháng 12 năm 2015, Tần Thiên được điều động giữ chức Tham mưu trưởng Lực lượng Cảnh sát Vũ trang Nhân dân Trung Quốc. Tháng 7 năm 2016, ông được phong cảnh hàm Trung tướng Vũ cảnh. Tháng 9 năm 2017, Tần Thiên được bổ nhiệm giữ chức Phó Tư lệnh Lực lượng Cảnh sát Vũ trang Nhân dân Trung Quốc
(PAP). Ngày 5 tháng 2 năm 2018, tại Hội nghị toàn thể lần thứ nhất của Ủy ban Lực lượng Cảnh Vũ trang Nhân dân Trung Quốc Đảng Cộng sản Trung Quốc khóa 3, ông được bầu làm Ủy viên Thường vụ Đảng ủy Lực lượng Cảnh sát Vũ trang Nhân dân Trung Quốc.